# Herb gminy Hohenthurn

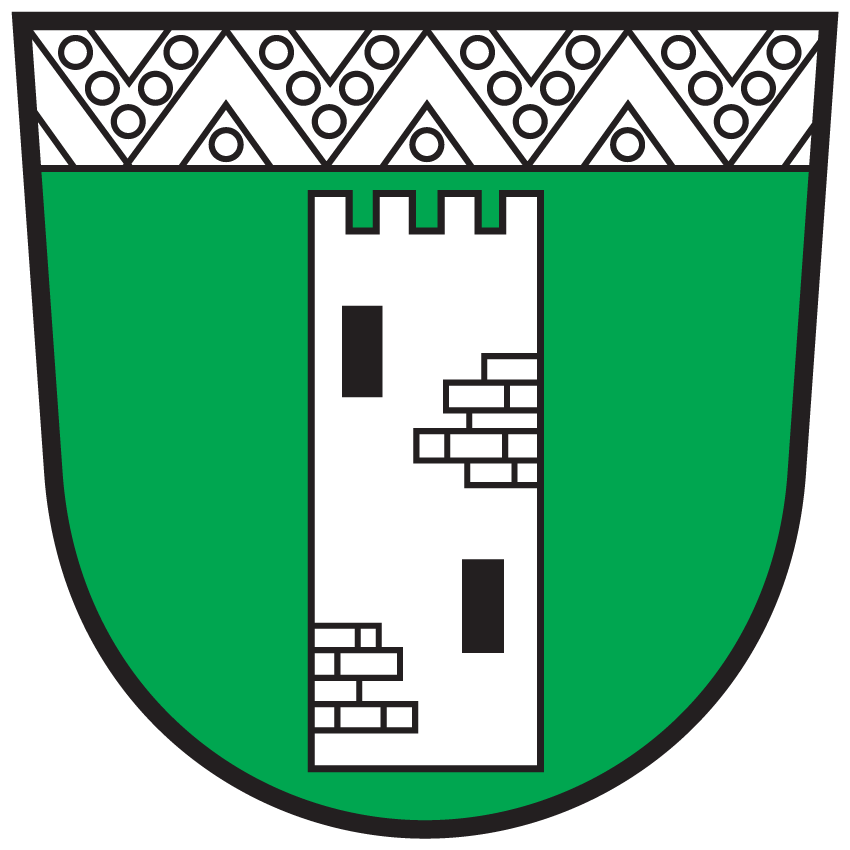
Herb gminy Hohenthurn

## Opis herbuHohenthurnu
W srebrnej głowicy cztery krokwie na opak, na każdej pięć kul, oraz trzy kliny między nimi, na każdym po jednej kuli, i dwa połukliny u brzegów. Wszystko w barwie cienia.
Poniżej w zielonym polu srebrna wieża z czterema blankami, częściowo spoinowana, z dwoma czarnymi oknami: u góry z prawej i u dołu z lewej strony.